# Chaetolopha nepenthes
Chaetolopha nepenthes là một loài bướm đêm trong họ Geometridae.